# 小林奈穂
小林 奈穂（こばやし なほ、1977年（昭和52年） - ）は、日本の研究者。
東京都青梅市出身。2000年明治学院大学国際学部を卒業。デジタルマーケティング領域を軸としコミュニケーション/サービス/ブランドのプロデュースに従事。 
2015年から国際大学グローバル・コミュニケーション・センター（GLOCOM）に所属。 産官学民を対象とするイベント企画・モデレーター、有識者、実践者への
インタビュー調査など、プラットフォーム型の研究活動を実施。「データと技術がもたらす体験は、人を幸せにするか」をテーマに、オープンイノベーションの機会創出や、事業化支援の企画、 プロデュース
も手掛ける。

## 略歴
2000年(平成12年)　明治学院大学　国際学部国際学科　卒業
2000年(平成12年)　ネットイヤーグループ株式会社　コンテンツストラテジスト
2003年(平成15年)　デジタルパレット（現 電通アイソバー）WEBプロデューサー
2006年(平成18年)　MRM WORLDWIDE　アカウントプランナー
2007年(平成19年)　風とバラッド株式会社（kazepro）アカウントプランナー
2010年(平成22年)　富士ゼロックス株式会社　クリエイティブ・プロデューサー
2015年(平成27年） 国際大学グローバル・コミュニケーション・センター （GLOCOM）プラットフォーム研究グループ 主任研究員/研究プロデューサー
2017年(平成29年)　GLOCOM六本木会議 事務局長
2020年(令和2年)　 経済産業省 産業構造審議会臨時委員に任命として任命される
2022年(令和4年)　国際大学グローバル・コミュニケーション・センター（GLOCOM）にて、プラットフォーム研究グループの主幹研究員/研究プロデューサーに就任

## 主な実績(広告・ブランディング)
- 株式会社ワコール AMPHI ブランディング（2006年～2010年）[4]
- 栄光ゼミナール「30年目の約束」 スペシャルウェブサイト（2009年）[5]
- スカパーJSAT株式会社 顧客維持 One to Oneキャンペーン（2010年～2013年）

## 論文・報告書
- Innovation Nippon 2017年度報告書「人工知能と日本2017」（2018年1月、共著）[6]
- DISCUSSION PAPER_No.12(18-004)「コーホート変化率法による2040年の農家人口推計と政策的含意」（2018年10月、共著）[7]
- 組織の創造性変革に関する共同研究「創造性アンケート調査分析」報告書（2019年3月、株式会社イトーキとの共同研究・共著）[8]
- 情報産業研究会「農業へのIT導入障壁の特定とIT化促進施策・人材供給施策の提案」報告書（2019年5月、共著）[9]

## 講演
- 週刊BCNセミナー特別講演 「組織の創造性～デジタル時代の経営指標と分散型ワーク・マネジメント」 2020年3月25日

## 著書
- 小林奈穂『智場#122特集号 創造性 - デジタル社会を生き抜くための個人と組織のクリエイティビティ』国際大学グローバル・コミュニケーション・センター、2019年。ISBN 978-4904305164。

## メディア掲載
- 「だめだめ教育はだめ　ネットいじめや依存、解決策はこれ」（朝日新聞デジタル、2020年7月24日掲載）[10]
- "Big in Japan" （ideas.、2020年6月1日掲載）[11]